# Okavangodelta
Das Okavangodelta ist das im North West District Botswanas gelegene Binnendelta des Okavangos. Es wird im Süden durch die Kunyere- und Thamalakane-Spalten begrenzt, die als hydrologische Barrieren quer zum Okavango verlaufen und eine südliche Fortsetzung des Großen Afrikanischen Grabenbruchs (Great Rift Valley) darstellen. Der Okavango fächert sich dabei auf und versickert im Kalaharibecken bzw. verdunstet zu großen Teilen. Dabei bildet er inmitten der semi-ariden Kalahari mit über 20 000 Quadratkilometern eines der größten und tierreichsten Feuchtgebiete Afrikas.
Seit 2014 gehört das Okavangodelta zum UNESCO-Welterbe. Eine Erweiterung um Gebiete Namibias steht seit Ende Oktober 2016 auf der namibischen Tentativliste.

## Geographie

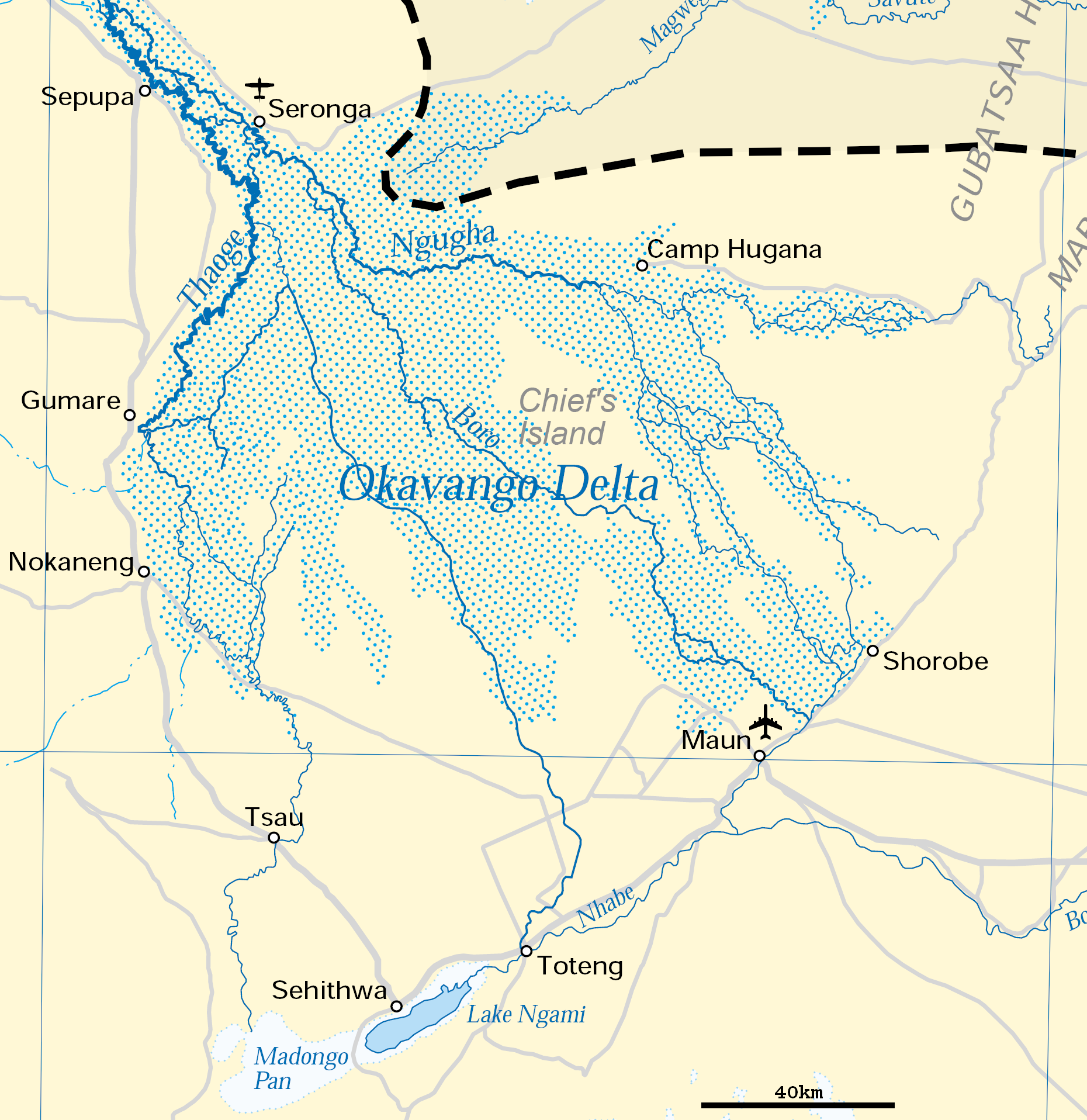
Karte des Deltas

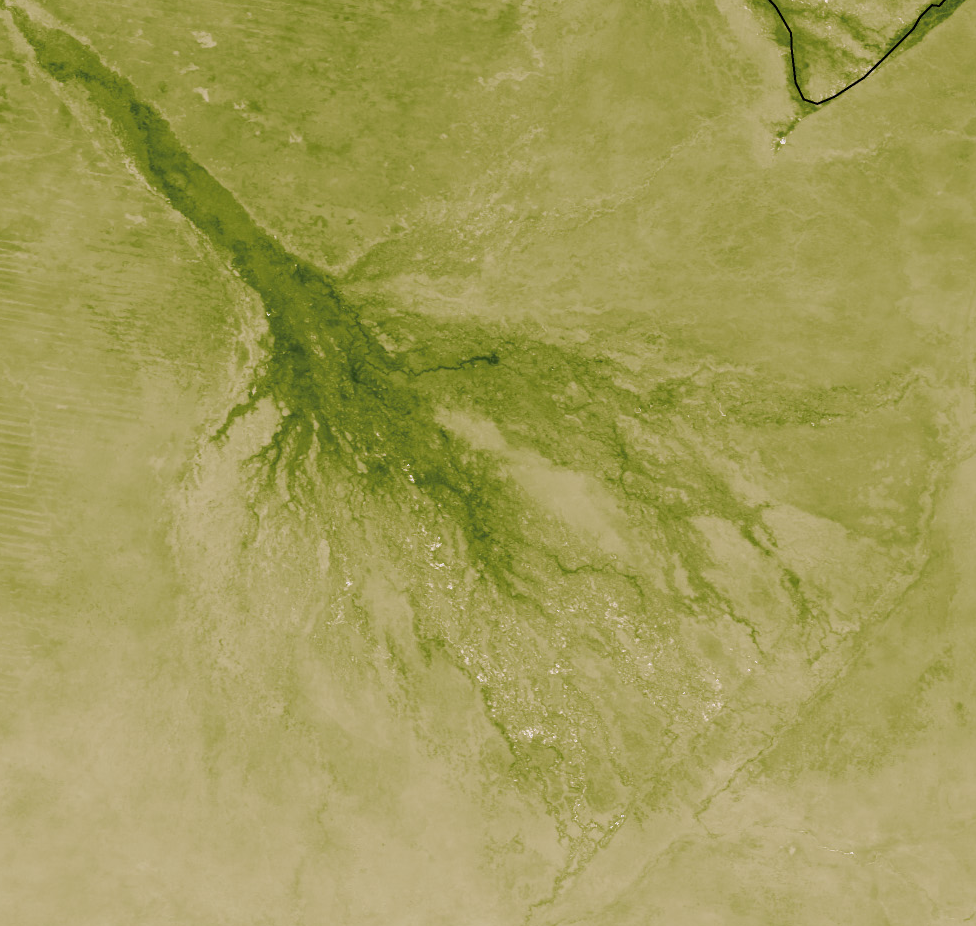
Das Okavangodelta auf einem Satellitenfoto

Das Delta (eigentlich ein Schwemmkegel) gliedert sich in sechs Bereiche, die sich hinsichtlich ihrer Ökologie deutlich unterscheiden: den sogenannten Panhandle („Pfannenstiel“), den permanent wasserführenden Unterlauf des Okavangos, die dauerhaften Sumpfflächen am Ende des Panhandle, die zeitweilig trocken fallenden Bereiche an der Peripherie des Deltas sowie die größeren Inselbereiche im Inneren des Deltas (Chiefs Island, Chitabe Island) und die Sandveld-Zungen, die sich von Süden her in das Delta erstrecken.
Der Höhenunterschied zwischen dem Beginn des Panhandle und dem Fuß des Deltas in Maun beträgt bei einer Entfernung von rund 250 Kilometer sechzig Meter. Die Trockenbereiche und Inseln erheben sich maximal drei Meter über die Umgebung und haben eine Größe von wenigen Quadratmetern bis zu vielen Quadratkilometern. Der Ursprung dieser Trockenbereiche ist unterschiedlich und geht auf die Kanalsysteme, die Aktivität von Termiten oder geologische Strukturen zurück. Für die großen Inselbereiche nimmt man tektonische Ursachen an.

## Hydrologie

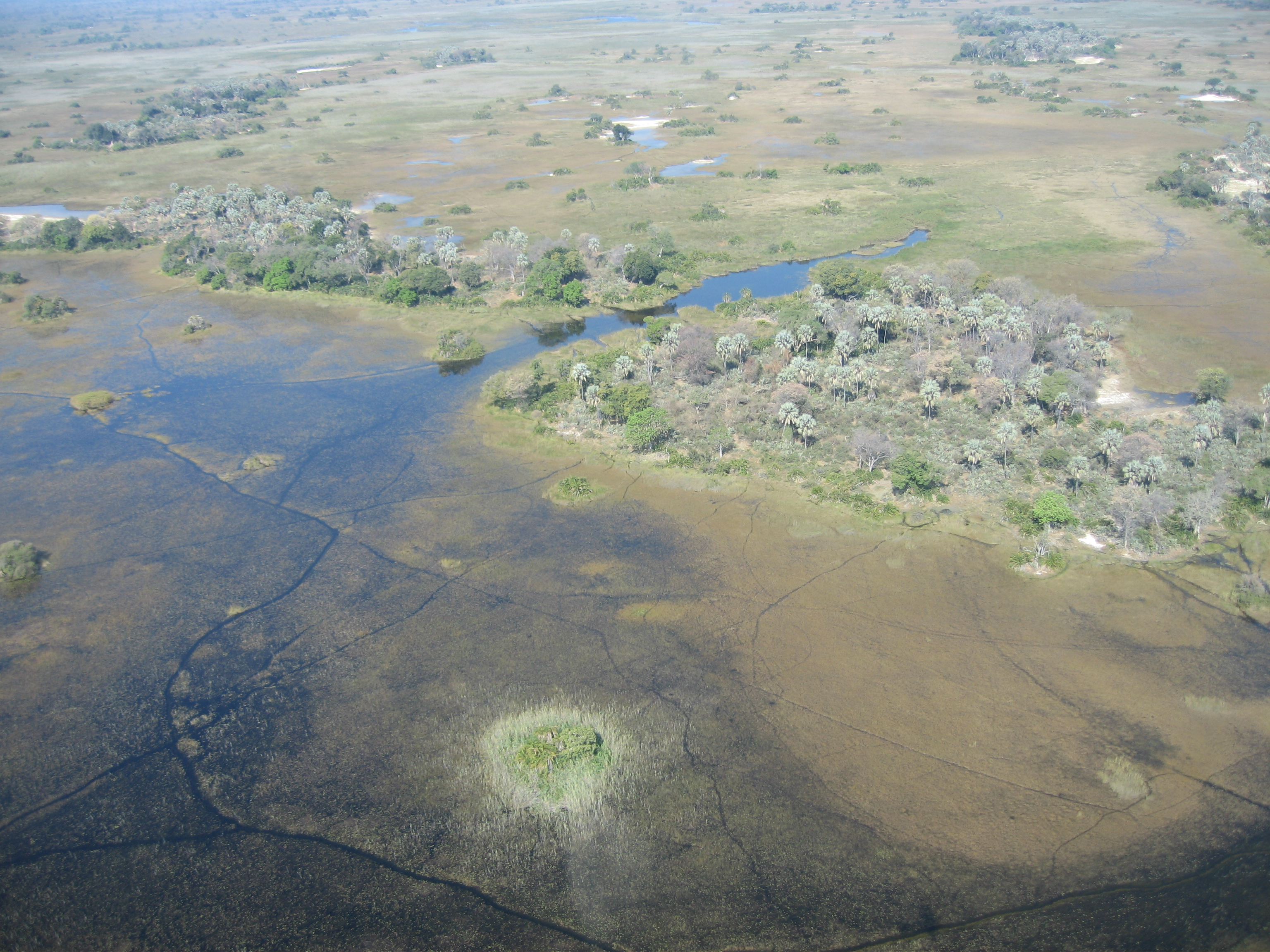
Typischer Bereich im Inneren des Deltas, mit freien Kanälen und Seen, Sumpfflächen und Inseln

Auf eine lange Trockenzeit von April bis November folgt eine Regenzeit zwischen Dezember und April. Der durchschnittliche jährliche Niederschlag beträgt am Nordende des Panhandle bei Shakawe 550 mm und nimmt nach Südosten hin bis auf rund 450 mm in Maun ab.
Während der Okavango bei den Popafällen am Anfang des Panhandle seinen Höchststand bereits im März erreicht, dauert es etwa vier Monate, bis die Flut den Thamalakane bei Maun am anderen Ende des Deltas erreicht und dadurch eine Fläche von etwa 12 000 Quadratkilometer bedeckt. Insbesondere diese massive Verzögerung der Flut, die wahrscheinlich auf die starke Vegetationsdichte im Delta zurückzuführen ist, hat enorme Bedeutung für die Tierwelt in der Region, da die Flut dadurch genau zum Höhepunkt der Trockenzeit das Ende des Deltas erreicht und damit erst die Grundlage für das reiche Tierleben schafft.
Bei entsprechend starker Flut wird das noch verbleibende Wasser über den Thamalakane im Südosten des Deltas abgeleitet. Ein kleiner Teil des Wassers fließt über den Nhabe und Kunyere zum Ngamisee, der größere Teil jedoch über den Boteti weiter in die Kalahari zum Lake Xau und in seltenen Fällen sogar weiter zur Makgadikgadi-Pfanne. Bei sehr starkem Hochwasser tritt das Okavangodelta über den Fluss Magwekwana (auch Selinda-Rinne genannt) in Kontakt mit dem Linyanti (Cuando) und somit zum Sambesi; ebenso fließt ein Teil des Wassers aus dem Linyanti bei Hochwasser über den Savuti in die Mababe Depression und somit ins Einzugsgebiet des Okavangodeltas.
Von besonderer ökologischer Bedeutung ist, dass das Wasser des Deltas Trinkwasserqualität besitzt und keinerlei erhöhte Salzkonzentration auftritt. Dies ist deshalb bemerkenswert, weil über den Okavango jährlich etwa 500 000 t gelöster Salze eingetragen werden und 95 % des Wassers verdunsten, so dass normalerweise deutliche Versalzung zu erwarten wäre. Für die fehlende Versalzung des Wasserkörpers werden zwei ökologische Prozesse verantwortlich gemacht: Zum einen überwiegt die Transpiration (Verdunstung durch Pflanzen) gegenüber der Evaporation (Verdunstung von den freien Wasserflächen), sodass es zu einer Akkumulation der Salze im Bereich der Inseln kommt, zum anderen spielt die sich kontinuierlich ändernde Überflutung eine Rolle, die den Böden Gelegenheit gibt, sich zu regenerieren. Eine weitere Erklärung bieten Torffeuer, durch die die Salze in tiefere Lagen gelangen.

## Flora

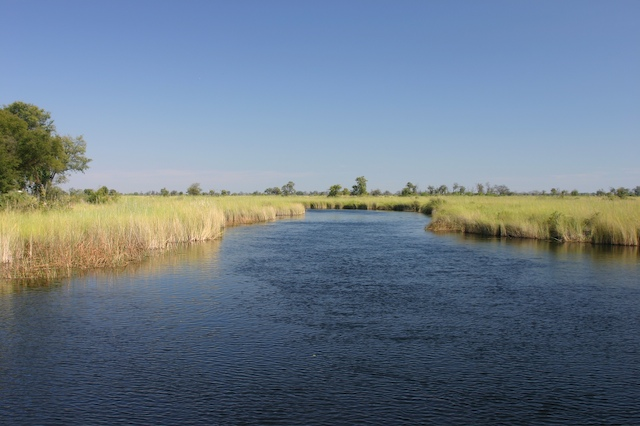
Dauernd wasserführender Kanal

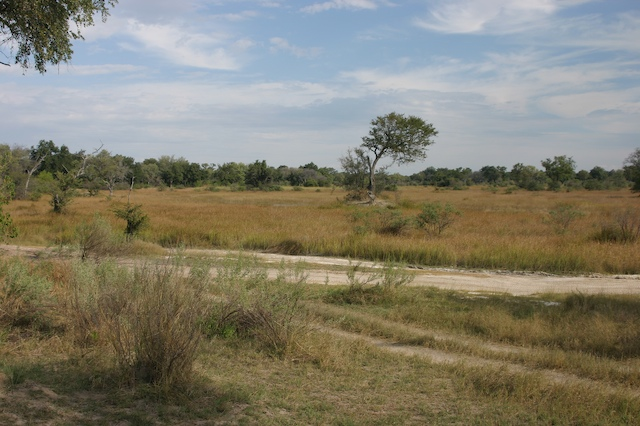
Trockenes, überflutungsfreies Gebiet (nahe Xakanaxa)

Im gesamten Delta wurden etwa 1300 Pflanzenarten identifiziert. Entsprechend den vier ökologischen Bereichen kann man vier unterschiedliche Vegetationstypen unterscheiden.
Entlang der Kanäle im Delta finden sich im Wesentlichen große Papyrus-Bestände (Cyperus papyrus), im Bereich des Panhandle auch lokale Bestände von Pennisetum macrourum (Synonym Pennisetum glaucocladum). Die Vegetation entlang der Kanäle kann sich lokal stark unterscheiden.
Die dauerhaft überfluteten Bereiche des Deltas außerhalb der Kanäle bilden ein Mosaik aus offenen Wasserflächen, schwimmenden Inseln aus Vegetation und stabilen Bereichen. Entsprechend unterschiedlich ist die Vegetation.
Im Bereich der zeitweilig überschwemmten Flächen zeigt sich je nach Dauer und Höhe der Überflutung unterschiedliche Vegetation. In den am höchsten und am längsten überfluteten Bereichen ähnelt die Vegetation der der dauerhaft überfluteten Gebiete; je trockener das jeweilige Gebiet ist, desto mehr Büsche und Bäume sind vertreten.
Die Inseln und Sandzungen des Deltas sind von Grasland umgeben, das in den seltener überfluteten Bereichen zunehmend Büschen und Bäumen weicht. Darunter sind die Makalani-Palme (Hyphaene petersiana), Phoenix reclinata, eine Reihe von Ficus-Arten (Ficus natalensis, F. sycomorus, F. veruculosa), Syzygium cordatum, Acacia nigrescens und der Leberwurstbaum (Kigelia africana). Im Zentrum der Inseln kommt es zu einer verstärkten Versalzung der Böden aufgrund der hohen Verdunstung, sodass hier auch überwiegend salztolerante Pflanzen zu finden sind, oftmals sind jedoch auch die zentralen Bereiche der Inseln vollkommen baumfrei.

## Fauna

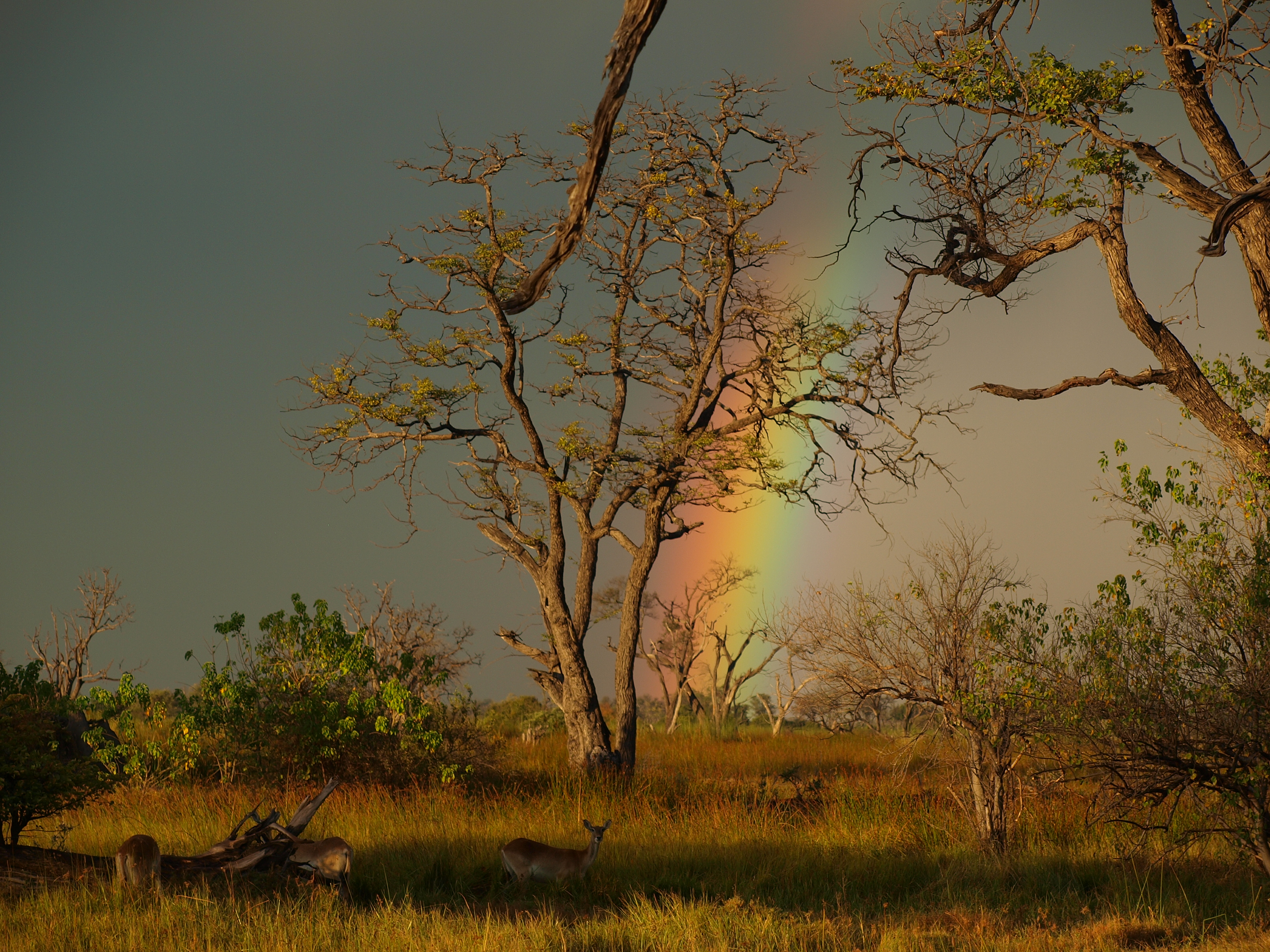
Das Okavangodelta bei Xakanaxa

Die Größe des Deltas und die Besonderheit, dass der Wasserstand im Delta genau dann seinen Höhepunkt erreicht, wenn im Umland Trockenzeit herrscht, haben zur Folge, dass sich im Umfeld des Okavangodeltas eine extrem vielseitige und dichte Tierwelt angesiedelt hat. Bisher wurden 71 Fischarten, 33 Amphibienarten, 64 Arten von Reptilien, 444 Vogelarten und 122 Säugetierarten identifiziert. Der seltene Braunkehlreiher kommt fast nur im Okavangodelta vor.
Dabei bietet das Delta Raum für wasserlebende Arten wie Flusspferd (Hippopotamus amphibius) oder Nilkrokodil (Crocodilus niloticus), sumpflebende Arten wie Sitatunga, Letschwe und Wasserbock, aber auch Tiere, die auf Wasser nur zum Trinken angewiesen sind. Sogar Arten, die längere Zeit ohne Wasser auskommen, sind im Delta anzutreffen, etwa der Spießbock (Oryx gazella).
Viele Arten, die vom Wasser abhängen, wandern während der Trockenzeit, wenn das Delta seinen Höchststand hat, verstärkt vom Umland ins Delta ein, darunter zum Beispiel Afrikanische Elefanten (Loxodonta africana), Kaffernbüffel (Syncerus caffer) und Streifengnus (Connochaetes taurinus). Der Tierreichtum hat auch eine hohe Populationsdichte von Raubtieren, darunter Afrikanische Wildhunde (Lycaon pictus), Hyänen (etwa Crocuta crocuta), Löwen (Panthera leo), Leoparden (Panthera pardus) und anderer Raubkatzen zur Folge. Die Sumpf- und Wasserflächen sind außerdem die Heimat hunderter zum Teil sehr seltener Vogelarten.

## Geschichte

### Gewässergeschichte

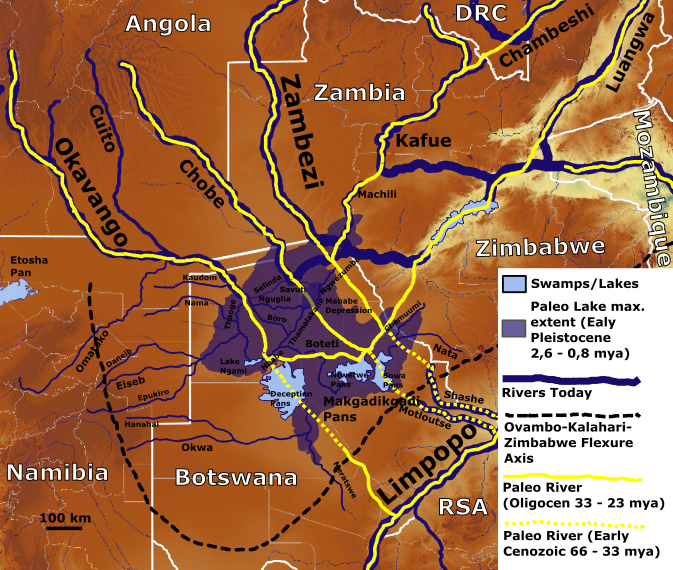
Die vermutete maximale Ausdehnung des Paläo-Makgadikgadisees im frühen Pleistozän und der Verlauf der Flüsse im frühen bis mittleren Känozoikum

Vor etwa 65 Millionen Jahren versickerte der Okavango nicht in der Kalahari. Er floss parallel zum Cuando und zum Sambesi und mündete wie diese in den Limpopo. Auch der Luangwa und der Kafue, verlängert durch den Chambeshi, mündeten weit oberhalb der heutigen Mündung und deren Wasser nahm den gleichen Abflussweg.

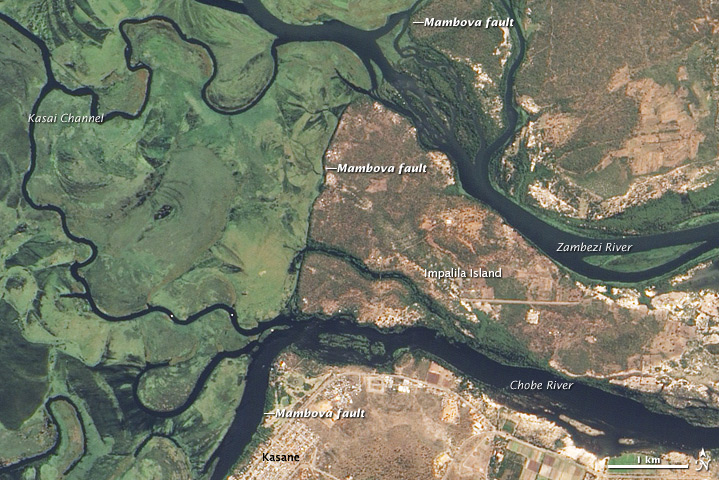
Die Mambove-Verwerfung mit dem Durchbruch des Sambesi und des Chobe (Cuando)

Durch die Hebung der Ovambo-Kalahari-Simbabwe-Verwerfung (OKZ) entstand eine neue Wasserscheide, die den Okavango vom Limpopo abschnitt. In der Folge bildete sich im Makgadikgadi-Becken ein See, dessen höchste Uferlinie bei 995 m lag und der in seiner Ausdehnung mit dem heutigen Viktoriasee vergleichbar ist beziehungsweise zeitweise deutlich größer war. Es sind bisher fünf unterschiedliche Uferlinien gefunden worden. Gestaut wurde der See am heutigen Sambesi durch die Chobe- oder Mambova-Verwerfung. Im weiteren Ablauf änderte der Luangwe seinen Lauf nach Osten. Danach fiel der Chambeshi weg, der seither zum Kongo-Einzugsgebiet gehört. Dann verlagerte der Kafue seinen Verlauf über die Kafue-Auen in sein heutiges Bett. Und schließlich durchbrach der Sambesi die Verwerfungen oberhalb der Viktoriafälle, so dass auch er nicht mehr in das Makgadikgadi-Becken floss. Als letzter wurde der Verlauf des Cuando durch eine Sanddüne zum Sambesi umgelenkt, obwohl er auch heute noch teils Kontakt zum Okavango hat.
Vor rund 4000 Jahren versiegte der Makgadikgadisee fast vollständig und das Okavangodelta, der Ngamisee, die Makgadikgadi-Salzpfannen und die Mababe-Depression blieben als Relikte des Sees übrig.

### Humangeschichte

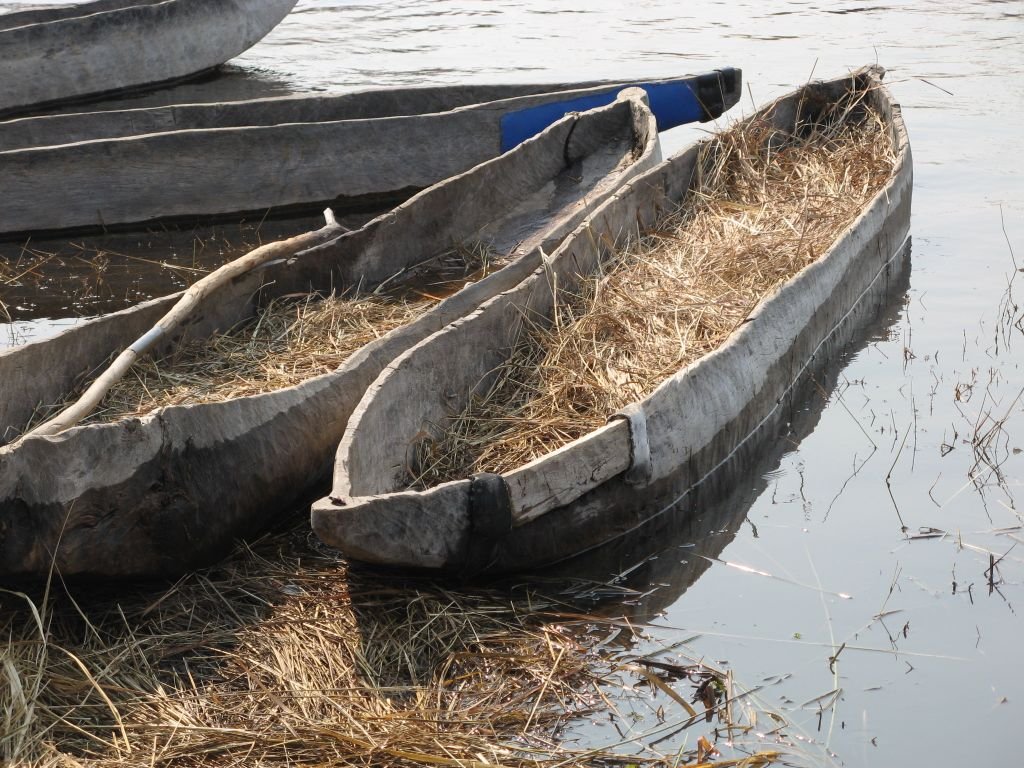
Mokoros im Okavangodelta: Einbaum-Boote aus dem Stamm von Kigelia africana, dem Leberwurstbaum

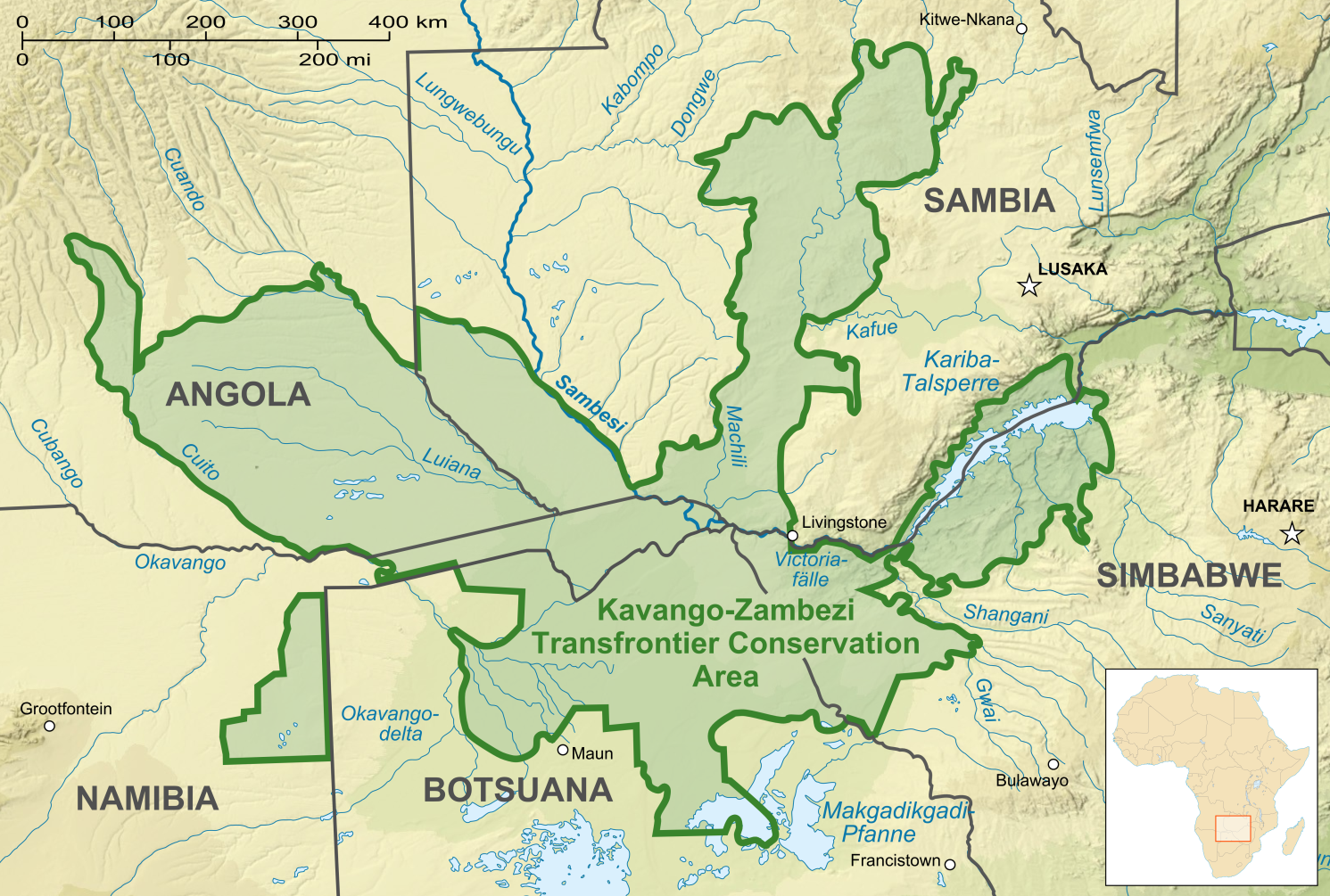
Karte der grenzüberschreitenden Kavango-Zambezi Transfrontier Conservation Area

Die Fülle an Wasser in einer sonst ariden Umgebung hat nicht nur Attraktivität für die Tierwelt. Steinzeitliche Funde weisen auf menschliche Besiedlung des Gebiets vor über 100 000 Jahren hin. Das Okavangodelta gilt auch als erster Ort der Sesshaftigkeit von Menschen im südlichen Afrika und als Ausgangspunkt der Viehzucht. Beides wird von der Archäologie um 200 v. Chr. in diesem Gebiet datiert. Im frühen 17. Jahrhundert gab es erste Berichte über Fluss-Buschleute. Im 18. Jahrhundert wanderten einige Stämme von Norden, sowie von Süden verschiedene Gruppen der Batawana in das Delta und ließen sich entlang des Deltas nieder. Trotz dieser Zuwanderung weist das Delta jedoch kaum permanente Besiedlung auf. Ursachen dafür dürften die abgelegene Lage des Gebietes sowie das häufige Auftreten von Krankheiten wie Malaria und Schlafkrankheit sein.

### Massensterben von Elefanten
Seit 2020 sind mehrere hundert Elefanten von einem Massensterben heimgesucht worden. Forschern zufolge ist das Bakterium Pasteurella multocida die Ursache.

## Tourismus

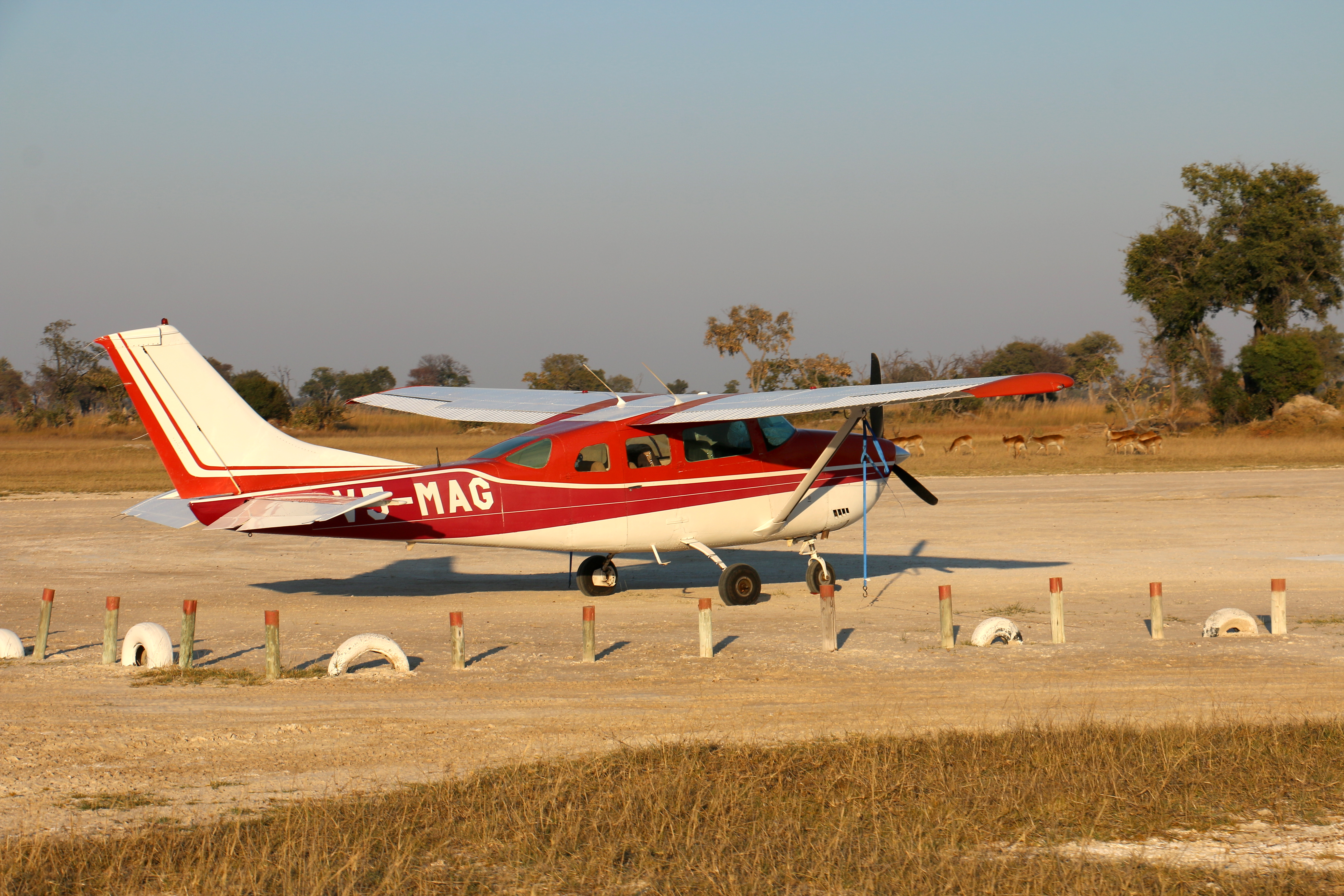
Flugzeug nach der Landung im Okavangodelta, im Hintergrund eine Gruppe von Letschwe

Aufgrund seines Tierreichtums und der spektakulären Sumpflandschaft stellt das Okavangodelta ein begehrtes Ziel für Safari-Touristen, Angler und Jäger dar. Es gibt wenige, stark reglementierte Unterkünfte, zumeist als Luxus-Lodges im Hochpreis-Segment, aber auch zum Campen für Selbstversorger. Oft sind sie nur per Flugzeug zu erreichen. Das Okavangodelta ist Teil des grenzüberschreitenden Schutzgebiets Kavango-Zambezi Transfrontier Conservation Area.

## Filme
- Der mit Preisen ausgezeichnete Film Die lustige Welt der Tiere spielt unter anderem im Okavangodelta.
- Der Dokumentarfilm The End of Eden von Rick Lomba warnt vor Plänen, ein Wasserkraftwerk am Okavango zu bauen.[8]

## Einzelbelege
1. ↑  James A. Kushlan, James A. Hancock: Herons. Oxford University Press, Oxford 2005, ISBN 0-19-854981-4, S. 160 (englisch).
2. ↑  A proposed drainage evolution model for Central Africa – Did the Congo flow east?, www.the-eis.com (englisch).
3. 1 2  The evolution and ages of Makgadikgadi paleo-lakes: consilient evidence from Kalahari drainage evolution south-central Africa, researchonline.jcu.edu.au (englisch).
4. ↑  The Zambezi River – Andy E. Moore, Fenton P. D. (Woody) Cotterill, Mike P. L. Main and Hugh B. Williams, www.the-eis.com (englisch).
5. ↑  Massensterben geht weiter: Schon 39 tote Elefanten seit Jahresbeginn. In: geo.de. 26. Februar 2021, abgerufen am 7. November 2023.
6. ↑  
C. M. Foggin, Laura E. Rosen, Marijke M. Henton, Angela Buys, Toby Floyd, Andrew D. Turner, Jonathan Tarbin, Antony S. Lloyd, Columbas Chaitezvi, Richard J. Ellis, Helen C. Roberts, Akbar Dastjerdi, Alejandro Nunez, Arnoud H. M. van Vliet, Falko Steinbach : Pasteurella sp. associated with fatal septicaemia in six African elephants. In: Nature Communications, Band 15, Nr. 6398, 25. Oktober 2023; doi:10.1038/s41467-023-41987-z (englisch).
7. ↑  
Davide Lomeo, Emma J. Tebbs, Nlingisisi D. Babayani, Michael A. Chadwick, Mangaliso J. Gondwe, Anne D. Jungblut, Graham P. McCulloch, Eric R. Morgan, Daniel N. Schillereff, Stefan G. H. Simis, Anna C. Songhurst: Remote sensing and spatial analysis reveal unprecedented cyanobacteria bloom dynamics associated with elephant mass mortality. In: Science of The Total Environment, Band 957, 20. Dezember 2024, Nr. 177525; doi:10.1016/j.scitotenv.2024.177525, Epub Anfang Dezember 2024 (englisch).
8. ↑  Threats to the Okavango Delta (Memento des Originals vom 22. Februar 2020 im Internet Archive)  Info: Der Archivlink wurde automatisch eingesetzt und noch nicht geprüft. Bitte prüfe Original- und Archivlink gemäß Anleitung und entferne dann diesen Hinweis. bei okavangodelta.com, abgerufen am 4. September 2016 (englisch).

Koordinaten: 19° 30′ S, 23° 0′ O